# Titularbistum Benepota
Benepota ist ein Titularbistum der römisch-katholischen Kirche.
Es geht zurück auf einen untergegangenen Bischofssitz in der gleichnamigen antiken Stadt, die in der römischen Provinz Mauretania Caesariensis (heute nördliches Algerien) lag.
| Titularbischöfe von Benepota |                                |                                                 |                |                  |
| Nr.                          | Name                           | Amt                                             | von            | bis              |
| 1                            | Francisco Rendeiro OP          | Koadjutorbischof von Coimbra (Portugal)         | 15. Juli 1965  | 12. August 1967  |
| 2                            | José Cerviño Cerviño           | Weihbischof in Santiago de Compostela (Spanien) | 4. Juni 1968   | 8. November 1976 |
| 3                            | Tadeusz Rybak                  | Weihbischof in Breslau (Polen)                  | 28. April 1977 | 25. März 1992    |
| 4                            | Leopoldo Hermes Garin Bruzzone | Weihbischof in Canelones (Uruguay)              | 15. Juni 2002  |                  |